# أوزون قشلاق (أختاتشي محالي)
أوزون قشلاق (بالفارسية: اوزون‌قشلاق) هي قرية تقع في إيران في أذربيجان الغربية. يقدر عدد سكانها بـ 299 نسمة بحسب إحصاء 2016.